# Paulina Filipczak
Paulina Filipczak (ur. 5 lipca 2001) – polska piłkarka, grająca na pozycji napastnika. Występuje w drużynie UKS SMS Łódź.
W sezonie 2015/2016 Z UKS SMS Łódź zdobyła Mistrzostwo Polski U-16, zostając najlepszą zawodniczką rozgrywek. 2021/2022 zdobyła Mistrzostwo Polski seniorek - przez sponsorów drużyny została wyróżniona za postawę w rozgrywkach.